# 伝印
伝印（でんいん、1927年1月30日 - 2023年3月11日）は、中国の禅僧。字は月川。名は毓岱。遼寧省荘河市出身で俗姓は呂氏。元中国仏教協会会長。

## 略歴
1927年、遼寧省荘河市に生まれ。仏教の熱心な信者の家庭に生まれる。姓は呂氏。20歳で崇仁の弟子となり戒名を伝印と改める。1954年、江西省雲居山の真如禅寺の虚雲のもとで具足戒を受ける。その後中国仏学院に学ぶも、文化大革命に巻き込まれ、1978年秋、浙江省天台県の国清寺に移住、1981年から1983年には日本に留学し、佛教大学に学ぶ。1994年8月、江西省廬山東林寺の住職となり、1999年2月、北京市仏教協会会長に就任。2010年2月、中国仏教協会会長就任。
2023年3月11日、江西省九江市廬山東林寺にて逝去。享年97歳。